# 林立果
林立果（1945年12月23日—1971年9月13日），小名老虎，祖籍湖北黃岡，生於黑龍江哈爾濱，中华人民共和国文化大革命時期政治人物，為林彪与叶群之子。

## 生平

### 早年

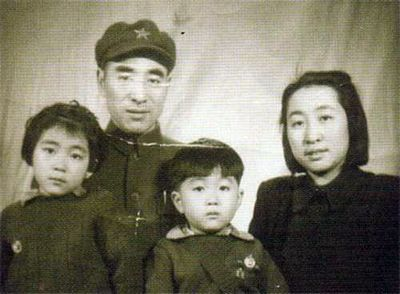
林立果幼年時與父林彪、母叶群及姊林立衡合照

林立果生于哈尔滨，幼年曾就读于上海新華小學，1958年入读北京市第四中学，1964年进入北京大学物理系。文化大革命時輟學，1967年3月參加中國人民解放軍空軍，當上了中國人民解放軍空軍司令部辦公室秘書，不久加入中國共產黨。

### 政治活动
1969年10月17日，吴法宪按林彪的授意，指示林立果任空軍司令部辦公室副主任兼作戰部副部長，这是个关键职位，所有文件都要经过林副主任的手。根据吴法宪在1980年审判中的证词，「事实上从1970年7月6日起，空军的所有事情都向林立果报告，所有事情都得经他处理、听他的命令」。

### “超天才”事件
1970年7月31日，林立果在空军大会上做了一个学习毛主席著作的报告。在空军反响热烈，被赞为是“超天才”，空军的领导人表示：
立果就是全才、帅才、超群之才。是群众最好的领袖，杰出的政治家，优秀的军事家，卓越的思想家，天才的理论家，出色的科学家，黑夜的明灯，宇宙的巨星，无产阶级之首，七十年代的红太阳，第三代接班人……

### “聯合艦隊”事件
1970年10月，林立果協助林彪組成秘密組織“聯合艦隊”，其成员绝大多数是人民解放军空军的军官，並制定武裝政變計劃《“571工程”纪要》。
| “                        | “推翻挂着社会主义招牌的封建王朝！” | ” |
| ——五七一工程纪要，林立果 |                                    |   |

1971年2月，林立果带着中国人民解放军空军政治部副主任新野到杭州；而后又将另一位副主任周宇驰自北京召到上海，从3月20日至24日在上海与他们及空4军政治部秘书处副处长李伟信等召开秘密会议，根据林彪的命令，多次密谋。

### 九一三事件

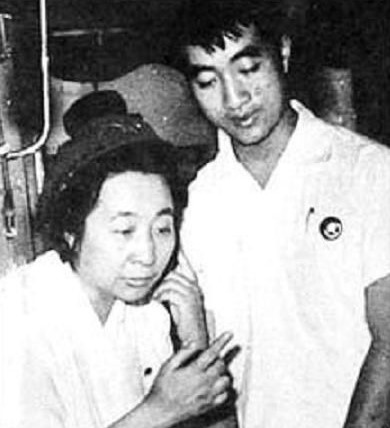
叶群和林立果

1971年，林立果與林彪及母親葉群策動政變，意圖刺杀毛泽东，結果事败。同年9月13日，林立果与林彪、叶群等九人乘「三叉戟」飛機出逃；据事后中共的官方说法，因当时情况紧急，飞机内油料仅够支撑飞行兩小时，经过一段时间超低空飞行进入蒙古后，燃料即将耗尽，随即遂寻找较平坦处进行迫降，结果於蒙古温都尔汗附近墜毀，機上九人全部死亡。
1981年1月25日被中华人民共和国最高人民法院特别法庭确认为林彪、江青反革命集团案主犯，但鉴于其已经死亡，依法不予追究刑事责任。
后来，林立果的未婚妻張寧女士出版回憶錄《塵劫》，唐德刚為序。
不过，曾是“四人帮”集团之一，文革期间担任上海市委书记的徐景贤日后在其回忆录《十年一梦》称林立果其实在碰到张宁之前，曾相中一名不到20岁的上海姑娘李勤贞作为其“上海夫人”，而且这是“九一三事件”后被抓的林的心腹王维国供出的。

## 业余爱好
1960年代末期，北京高干子弟间流传着披头士的唱片，林立果亦是此乐队的歌迷｡ 未婚妻張寧也回忆说，林立果播放过摇滚音乐。
朱大可认为，崔健身穿军装演唱摇滚音乐，是源于童年时北京空军大院中业余歌手林立果演唱披头士歌曲的回忆。林立果在摇滚音乐中注入的“叛逆精神”，在崔健音乐中获得了“秘密传承”。然而后来崔健否定了朱大可的说法。